# Technické železo
Technické železo je tuhý roztok železa s prvky, které významně určují jeho vlastnosti. Nejvýznamnějším prvkem je uhlík, podle jehož obsahu lze technické železo rozdělit na železo nekujné, z něhož se vyrábí litina, a železo kujné, které je výchozí surovinou pro výrobu oceli.
Železo nekujné se vyrábí ve vysokých pecích buď jako surové železo bílé nebo jako surové železo šedé:
- Surové železo bílé, ve kterém je uhlík rozpuštěn jako karbid železa Fe3C, tzv. cementit, je křehké, nekujné, nesvařitelné a používá se k výrobě oceli.
- Surové železo šedé, které se odlévá jako šedá litina, a v němž je uhlík částečně obsažen ve feritu α a částečně vyloučen jako grafit, se používá k výrobě šedé litiny.

Železo kujné se  používá pro výrobu oceli, při níž se ze surového železa odstraní přebytečný uhlík, křemík a nežádoucí fosfor, síra a další.